# جیمز آرمسترانگ (بازیکن فوتبال، زاده ۱۸۹۲)
جیمز آرمسترانگ (انگلیسی: James Armstrong؛ ۱۰ اکتبر ۱۸۹۲ – ۱۹۶۶ (۷۳−۷۴ سال)) بازیکن فوتبال اهل بریتانیا بود.
از باشگاه‌هایی که در آن بازی کرده‌است می‌توان به باشگاه فوتبال شفیلد ونزدی و باشگاه فوتبال پورتسموث اشاره کرد.